# Driver 3
Driver 3 (стилизован као DRIV3R) је акциона авантуристичка игра из 2004. године, трећи део серије Driver. Развила га је Reflections Interactive, објавила Atari, Inc., и објављена за Плејстејшн 2, Xbox и мобилне телефоне у јуну 2004, Мајкрософт Виндовс у марту 2005, и Game Boy Advance у октобру 2005. Прича игре се фокусира на играче који преузимају улогу Џона Танера, прикривеног агента ФБИ-а, док истражује ланац кријумчарења аутомобила у три земље, како би идентификовао и ухапсио његовог шефа и сазнао коме планирају да продају украдени кеш аутомобилима. Игра се проширила на своје претходнике са деловима пешачења, борбом и пуцањем из вожње, са виртуелним рекреацијама три велика града - Мајамија, Нице и Истанбула - режим слободног ходања и побољшањем филма серије -израда „режима режисера“.
Игра је по објављивању добила различите критике, осим за компјутерско издање које је добило негативне повратне информације од критичара. Планирани су даљи портови за Nintendo GameCube и N-Gage, али су касније отказани. Игру је наследио Driver: Parallel Lines (2006), пре него што је уследио директни наставак, Driver: San Francisco, 2011.

## Играње
Driver 3 се фокусира на мешавину игре отвореног света која се спроводи кроз перспективу трећег лица, са могућношћу промене на различите углове камере у било ком тренутку. Игра се састоји првенствено од модова играња за једног играча – „Undercover“, режим приче игре; „Take A Ride“, режим слободног кретања у игри, који омогућава играчима да истраже један од три града сопственим темпом; и „Driving Games“, режим изазова који се састоји од три врсте игара заснованих на аутомобилима које играчи могу испробати, као што је гоњење криминалца који бежи. Као и код претходних серија, игра се углавном фокусира на вожњу по једном од три окружења, која се састоји од делимичних, али верних рекреација градова из стварног живота, користећи разна возила заснована на моделима из стварног живота, у распону од лимузина и спортских аутомобила, до комбија, камиона. Возила се могу оштетити током времена, иако играчи могу слободно да напусте своје возило и пређу на друго у оквиру тренутне поставке света игре у којој се налазе у било ком тренутку; изузетак су возила која су од кључне важности за режим приче у игрици, јер њихов губитак представља аутоматски неуспех. Систем озлоглашености прати радње играча - свака незаконита радња ће подићи ову љествицу, при чему ће полиција прогонити играча ако га неко примети, а одговор на заустављање се мења у зависности од нивоа озлоглашености који имају.
Driver 3 уводи нову механику играња на постојеће, укључујући моторе и глисере, пливање, здравствени бар и борбу с оружјем. Поред тога што их полиција ухапси или не постигну циљеве у режиму приче, играчи такође могу да пропадну ако остану без здравља, а да не пронађу комплете прве помоћи да га поврате. Борба се фокусира на употребу оружја, заснованог на моделима из стварног живота и садржи мешавину пиштоља, сачмарица, јуришних пушака и митраљеза, и бацача граната, за уништавање непријатеља; сво оружје има ограничење муниције осим личног оружја главног лика, али више се може наћи у обрачуну са непријатељима или широм света игре који се игра током Take A Ride.
У Undercover режиму, играчи спроводе низ мисија у којима морају да заврше циљеве, бавећи се задацима као што су бекство од прогонитеља, долазак до локација и уклањање криваца. Повремено, играч мора да испуни циљеве у оквиру одређеног услова, као што је временско ограничење, са неуспехом који доводи до тога да играч мора да поново покрене мисију. У Take A Ride, играчи могу слободно да истражују или Мајами, Ницу или Истанбул, тражећи тајне, које се састоје од специјалних аутомобила и групе непријатељских НПЦ-а заснованих на лику Томија Версетија из Grand Theft Auto: Vice City. Ако играч заврши мисију приче или напусти Take A Ride, може слободно изабрати да уређује снимак репризе из своје игре са различитим угловима камере и филмским ефектима (тј. успорено снимање). Количина снимака коју могу да уређују је унапред одређена и ограничена по величини.

## Прича
Тајни агенти ФБИ-ја Џон Танер и Тобијас Џонс су послати у Мајами да истраже картел „Саут Бич” на чијем је челу Калита Мартинез, и њени сарадници Ломаз и Бед Хенд. Када агенти примете да је картел недавно купио украдене аутомобиле, посумњају да раде за неког другог да би испунио велику наруџбу. Да би одредио где ће се уговор за аутомобиле догодити, Танер се представља као возач и инфилтрира се у картел проналазећи аутомобил од ривалске банде. Након што је импресионирао Калиту и зарадио њено поверење низом задатака, Танер добија задатак да убије "Гатора" због издаје картела.
Саут Бич се сели у Ницу, Француска, након претпостављене смрти Гатора, како би обезбедио преостале аутомобиле на њиховој листи. Танер ступа у контакт са агентима Интерпола Вобаном и Дубоом, који инсистирају на хапшењу картела док су у поседу украдених аутомобила. Танер одбија, а Вобан наређује Дубои да спроведе надзор над картелом. У међувремену, Танер се фокусира на куповину аутомобила за Калиту док одбија нападе ривалског синдиката, што на крају доводи до сукоба у којем елиминише вођу банде. Након што је открио да је Дубоа заробљен од стране картела током његове истраге, Танер жури да га спаси пре него што буде погубљен. Након покушаја спасавања, Танер и Дубоа проваљују у чамце картела како би сазнали локацију посла, који ће се одржати у Истанбулу, Турска.
Убрзо након тога, њих двојицу ухвати картел и упознају свог послодавца, Чарлса Џерика. Након што је открио Танеров идентитет, Џерико узима Танеров пиштољ и користи га да убије Дубоа, намеравајући да му намести злочин. Танер успева да побегне и ступа у контакт са Вобаном о томе где се аутомобили шаљу, али објављује мало детаља о Дубоовој смрти. Они путују у Истанбул, где Танер прати Џерико на састанак са Багменом, посредником који договара продају аутомобила руским криминалцима. Чувши да је Гатор преживео његово убиство, Танер тражи од Џонса да га покупи пре него што га убију Џерикови људи, а Гатор нуди информације о договору у замену за његову безбедност.
Након поновног окупљања са Џонсом, Танер је оптужен за убиство од стране Вобана, након што је добио вест о Дубоовој смрти. Упркос претњи истрагом унутрашњих послова, Танер и Џонс одлазе да наставе са истрагом и фокусирају се на проналажење Ломаза. У замену за заштиту, Ломаз открива да ће се Калита и Багмен ускоро састати како би разменили новац за украдене аутомобиле. Танер и Џонс надгледају састанак док га Калита не откаже. Док Џонс покушава да прогони Багмана, упада у заседу и приморан је да се повуче; у међувремену, Танер јури за Калитом и хвата је. Након што ју је довео код Вобана како би повратио његово поверење, Танер убеђује Калиту да је Џерико превише опасан за поверење. Калита открива да су аутомобили већ испоручени у Русију и да Џерико неће напустити град док му се не исплати.
Уз помоћ истанбулске полиције, Танер, Џоунс и Вобан откривају договорену локацију размене између Џерика и Багмена. Када дође до састанка, Џерико убија Багмена јер му је дао само половину договореног новца и завара полицију користећи Бед Хенда као мамац, што је на крају довело до његове смрти. Сазнавши да ће Џерико вероватно отићи возом, Танер га прекида, приморавајући га да се искрца и побегне улицама. Када је Џерико сатеран у ћошак у уличици, Танер га озбиљно рани, али на крају одлучује да га ухапси, да би га Џерико убио кад му окрене леђа. Обојица су пребачени у болницу у критичном стању, а њихова судбина је неизвесна.

## Развој
Игра је имала развојни буџет од 17 милиона долара и маркетиншки буџет од 17 милиона долара. Игра је била у развоју око три и по године. Посебна пажња посвећена је приказивању градова Мајамија, Нице и Истанбула. Музику у игри су компоновали Марк Канхам, Рич Ајткен и Нарко.
Игру је првобитно најавио Infogrames 17. јула 2002. за издавање 2003. године.
Атари је такође снимио кратак промотивни видео о Driver 3 под називом Run the Gauntlet.

## Пријем
Driver 3 је добио „мешовите или просечне“ рецензије на свим платформама осим за компјутерску верзију, која је добила „генерално неповољне критике“, према агрегатору прегледа видео игара Метакритик.   
Тајмс је свему дао пет звездица, рекавши: „Графика је божанствена, са огромним урбаним локацијама и спектакуларним падовима. Аутомобили добро управљају, а свако возило има своје карактеристике. Ипак, ово није лака игра за вожњу — један од разлога зашто, осим предмета, има оцену 16+." Playboy је дао 88% и навео: „Ваша истрага покреће безобзирне јурњаве аутомобилима кроз више од 150 миља аутопутева и градских улица у детаљним рекреацијама Мајамија, Нице и Истанбула. Ударите у било коју од 30.000 зграда и ваш аутомобил ће се реално распасти."  Међутим, The Cincinnati Enquirer му је дао три звездице од пет и назвао његове контроле и анимацију „нереагујућим и крутим“. 

### "DRIV3Rgate"
Док је Driver 3 добио углавном мешовите критике, две продавнице којима управља Future plc, PSM2 и Xbox World, дале су игри оцену 9/10. Ова неједнакост је навела неке играче и новинаре да тврде да је рани приступ који је Атари дао Future-у зависио од добијања повољних оцена, али Атари и Future су негирали било какву неправду. Инцидент је назван "Driv3rgate".
Након што су се појавиле оптужбе за поправљање рецензија, GamesRadar форуми (који такође управља Future) били су испуњени критичним објавама, од којих су многе модератори избрисали. Иако је речено да су коментари уклоњени због клевете, неки корисници су посумњали на заташкавање. Неке коментаре који бране Driver 3 и Future модератори форума су пратили до Бабел Медија, маркетиншке компаније која је користила астротурфинг. Корисници су признали да раде за Бабел, али су рекли да објављују у своје име, а не за Бабел. Нит је на крају избрисана у целини.

### Продаја
Плејстејшн 2 верзија Driver 3 добила је „Платинум“ награду за продају од Удружења издавача софтвера за забаву и слободно време (ЕЛСПА), што указује на продају од најмање 300.000 примерака у Уједињеном Краљевству. Игра је продата у више од 3 милиона примерака до децембра 2004.

## Рефереце
1. ↑  „Driv3r exclusive - creative director Martin Edmonson talks!”. 16. 2. 2004. Архивирано из оригинала 7. 1. 2007. г. Приступљено 15. 4. 2016.
2. ↑  | Infogrames Announces Driver 3 for Nintendo GameCube – News – Nintendo |
3. ↑  Prince, Marcelo (21. 12. 2004). „Go big or go broke”. стр. 43. Приступљено 24. 8. 2021 — преко Ottawa Citizen.
4. ↑  „Infogrames - Corporate Information”. www.gamenation.com. Архивирано из оригинала 4. 8. 2002. г. Приступљено 22. 2. 2022.
5. ↑  „DRIV3R (PS2, Xbox)”. Playboy: 38. април 2004.
6. ↑  Whitehead, Dan (3. 5. 2011). „Franchise Cheat Sheet: Driver”. GamesIndustry.biz. Приступљено 29. 6. 2016.
7. ↑  Lui, Spandas. „A history of gaming's biggest scandals”. Архивирано из оригинала 30. 06. 2016. г. Приступљено 12. 4. 2016.
8. 1 2  Lui, Spandas. „A history of gaming's biggest scandals”. Архивирано из оригинала 30. 06. 2016. г. Приступљено 12. 4. 2016.
9. ↑  Fahey, Rob. „A Question of Trust”. Приступљено 12. 4. 2016.
10. ↑  Whitehead, Dan (3. 5. 2011). „Franchise Cheat Sheet: Driver”. GamesIndustry.biz. Приступљено 29. 6. 2016.
11. 1 2 3 4  Campbell, Stuart. „Driv3r and corruption, continued”. Архивирано из оригинала 21. 11. 2019. г. Приступљено 29. 6. 2016.
12. ↑  „ELSPA Sales Awards: Platinum”. Entertainment and Leisure Software Publishers Association. Архивирано из оригинала 15. 5. 2009. г.
13. ↑  Caoili, Eric (26. 11. 2008). „ELSPA: Wii Fit, Mario Kart Reach Diamond Status In UK”. Gamasutra. Архивирано из оригинала 18. 9. 2017. г.
14. ↑  Prince, Marcelo (21. 12. 2004). „Go big or go broke”. стр. 43. Приступљено 24. 8. 2021 — преко Ottawa Citizen.

1. ↑  Velez & Dubail developed the Game Boy Advance version.